# ØMU
Den Økonomiske og Monetære Union (ØMU) er den møntunion, der ligger til grund for euroen.
Økonomisk set er en møntunion (eller monetær union) det fænomen, at nogle lande vælger at have en fælles valuta. Den Økonomiske og Monetære Union startede som et forslag om at skabe en sådan valuta for EU's medlemsstater. Den fælles mønt er nu indført (se artiklen om euroen for mere information).

## ØMU'ens faser
I juni 1988 nedsatte Jacques Delors en komite bestående af  centralbankdirektørerne fra de 12 medlemslande og med professor ved Københavns universitet, Niels Thygesen, som eneste deltagende, aktive, akademiker. Dens arbejde mundede ud i Delors-rapporten fra 1989  som opstillede en plan for at introducere ØMU'en i tre faser, samtidig som den indeholdt dannelsen af institutioner såsom det Europæiske System af Centralbanker, der ville blive ansvarlige for at formulere og implementere ØMU'ens pengepolitik.
ØMU'ens tre faser er de følgende:

### Første fase: Fra1. juli1990
Maastricht-traktaten gør i 1992 ØMU'en til et formelt mål, og den etablerer et antal økonomiske konvergenskriterier m.h.t. inflation, offentlige finanser, renter og valutakurser.
Denne traktat træder i kraft den 1. november 1993. Danmark stemmer dog nej til Maastricht-traktaten og får nogle forbehold (Det nationale kompromis), så Danmark bl.a. er undtaget fra ØMU'ens 3. fase.

### Anden fase: Fra1. januar1994
Det Økonomiske Monetære Institut etableres som forløber for Den Europæiske Centralbank. Dets opgave er dels at styrke det monetære samarbejde mellem medlemsstaterne og deres nationalbanker, dels at planlægge mønter og sedler.
Den 16. december 1995 besluttes den nye valutas navn (euro) og overgangsordningernes varighed.
Den 16.-17. juni 1997 beslutter Det Europæiske Råd i Amsterdam at antage Stabilitets- og Vækstpagten, der skal sikre budgetdisciplin efter euroens indførelse (denne pagt er dog kommet under pres i Finanskrisen 2007-2010), og et nyt kurssamarbejde, ERM2, etableres for at sikre stabilitet mellem euroen og de nationale valutaer tilhørende lande, der endnu ikke er trådt ind i eurozonen. Danmark deltager frivilligt i ERM2.
Den 1. juni 1998 oprettes den Europæiske Centralbank (ECB), og den 31. december 1998 beregnes og fastlåses de indbyrdes vekselkurser mellem valutaerne for de 11 deltagende lande (Belgien, Finland, Frankrig, Holland, Irland, Italien, Luxemburg, Portugal, Spanien, Tyskland og Østrig) og euroen.

### Tredje fase: Fra1. januar1999
Fra begyndelsen af 1999 er euroen nu en rigtig valuta, og en fælles pengepolitik indføres af centralbanken. Det varer endnu tre år, før de fysiske mønter og sedler indføres, men juridisk eksisterer de nationale valutaer ikke længere. 
Grækenland tilslutter sig de 11 andre lande den 1. januar 2001.
I 2000 stemmer danskerne nej til at deltage i den tredje fase (se Folkeafstemningen om Danmarks deltagelse i den fælles valuta), men deltager altså fortsat i de to første. Storbritannien har også en undtagelse over for euroen, men alle nye medlemslande har pligt til at indføre euroen, når de overholder kriterierne. Dette gælder i princippet også Sverige, som ved en folkeafstemning har sagt nej til euroen. Da Sverige ikke fører fastkurspolitik i forhold til euroen og derfor ikke deltager i ERM2, overholder landet dog dermed helt automatisk ikke konvergenskriterierne (se euro).
Euro-mønter og -sedler indføres endelig i januar 2002.
For nuværende medlemslande se eurozonen.